# Jonsmyrtjärnen, Värmland
Jonsmyrtjärnen är en sjö i Arvika kommun i Värmland och ingår i Göta älvs huvudavrinningsområde. Sjöns area är 0,021 kvadratkilometer och den är belägen 220 meter över havet.